# 阿尔布雷希特 (巴伐利亚)

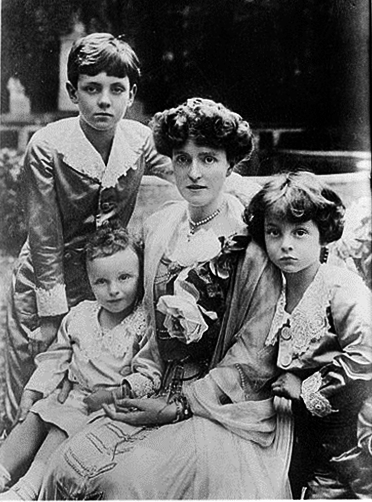
瑪利亞公主及其三子Luitpold, Albrecht, 與 Rudolf

阿尔布雷希特·柳特波德·斐迪南·米夏埃尔（德語：Albrecht Luitpold Ferdinand Michael，1905年5月3日—1996年7月8日），巴伐利亚、法兰克尼亚和士瓦本公爵，莱茵王權伯爵，巴伐利亚王位继承人，巴伐利亚王室首领。同时他也是大部分詹姆士派支持的英国王位覬覦者，被詹姆士派称为英格兰和苏格兰国王阿尔伯特一世（Albert I）。

## 生平
阿尔布雷希特是巴伐利亚末代王储鲁普雷希特与巴伐利亚郡主玛利亚·加布里埃拉的次子，也是这次婚姻下唯一长大的孩子。1905年生于慕尼黑。他的祖父路德维希三世于1913年成为国王，父亲成为王储。第二年长兄柳特波德去世，他成为王位第二顺位继承人。但由于1918年巴伐利亚王国君主制被推翻，他失去了继承王位的机会。
一战后，阿尔布雷希特随家人流亡蒂罗尔，不久重回慕尼黑，居住在贝尔希特斯加登城堡（Schloß Berchtesgaden），在慕尼黑大学学习林业。1930年在贝尔希特斯加登教堂与奥地利贵族德拉什科维奇·冯·特拉科什乾伯爵（Graf Drašković von Trakošćan）迪奥尼斯与尤丽娅·德·蒙特诺沃的女儿玛利亚结婚。这次婚姻不符合巴伐利亚王室法律，1941年鲁普雷希特修改了王室继承法，将此次婚姻合法化。夫妻二人居住在克洛伊特温泉浴场，婚后有二子二女。
1939年，阿尔布雷希特及全家因逃避纳粹政权的迫害而被迫流亡，定居匈牙利。1944年10月，德军占领匈牙利，他和家人被盖世太保抓获，拘于萨克森豪森集中营。1945年被转移到达豪集中营，在那里被美军释放。
二战后，阿尔布雷希特重建了施塔恩贝格湖畔的贝尔格城堡（Schloß Berg）并居住在这里。1955年8月2日，父亲鲁普雷希特去世，他成为巴伐利亚王室首领，称巴伐利亚公爵。在妻子玛利亚·德拉什科维奇·冯·特拉科什乾于1969年去世后，阿尔布雷希特于1971年续娶了克格列维奇·冯·布津伯爵（Graf Keglevich von Buzin）施特凡与妻子克拉拉（Clara Zichy de Zich et Vasonykeo）的女儿玛丽-延克（Marie-Jenke）。这次婚姻没有子嗣，玛丽-延克·克格列维奇·冯·布津于1983年去世，阿尔布雷希特没有再婚。
1995年5月3日，阿尔布雷希特在宁芬堡城堡举行了盛大的90岁生日会。他的孩子们、慕尼黑大主教弗里德里希·维特枢机、巴伐利亚自由州州长爱德蒙·施托伊贝尔等都参加了这次生日会。
阿尔布雷希特于次年7月8日去世，终年91岁，长子弗朗茨继承了他的头衔。
阿尔布雷希特喜欢户外活动，尤其是打猎，他对巴伐利亚民间歌舞也很感兴趣。

## 子女
皆为第一位妻子玛利亚·德拉什科维奇·冯·特拉科什乾所生。
- 长女玛利亚·加布里埃拉（Marie Gabrielle Antonia José，1931年生），1957年嫁给瓦尔德堡-载尔-特劳赫堡的格奥尔格侯爵（Georg Fst von Waldburg zu Zeil u.Trauchburg）。
- 次女玛利亚·夏洛特（Marie Charlotte Juliana，1931年-2018年），玛利亚·加布里埃拉的双胞胎姐妹，1955年嫁给夸德特-威克拉德特-伊斯尼侯爵保尔（Paul Fst von Quadt zu Wykradt u.Isny）。
- 长子弗朗茨·波拿文图拉·阿达尔贝特·玛利亚（Franz Bonaventura Adalbert Maria，1933年生），他的继承人，终生未婚。
- 次子马克西米利安·埃曼努埃尔·路德维希·玛利亚（Maximilian Emanuel Ludwig Maria，1937年生），巴伐利亚的公爵，1967年娶伊丽莎白·道格拉斯女伯爵，有五个女儿。

| 前任： 鲁普雷希特 | 巴伐利亚王室首领 1955年-1996年   | 繼任： 弗朗茨 |
| 前任： 鲁普雷希特 | 詹姆斯党王位继承人 1955年-1996年 | 繼任： 弗朗茨 |